# Johan Ernst Heilmann
 For alternative betydninger, se Johan Ernst Heilmann (flertydig). (Se også artikler, som begynder med Johan Ernst Heilmann)
Johan Ernst Heilmann (født 29. januar 1735 i Haderslev, død 24. november 1800 i Kerteminde) var en dansk præst.
Heilmann blev student 1752, teologisk kandidat 1758 og rejste derpå hjem til Aarhus, hvor han i 4 år prædikede for stiftsprovst Christian Pontoppidan under dennes sygdom. 1762 kaldedes han til sognepræst i Lunde mellem Odense og Bogense; forflyttedes derfra 1778 til Kerteminde, hvor han blev til sin død.
Han var en livlig og begavet mand, men skildres tillige som letsindig. Der var hos ham en poetisk åre, og ikke blot som oversætter af Gellerts Oder og Sange (1775 og 1777; et såkaldt "forbedret" oplag 1785 er et eftertryk, udgivet uden hans vilje og vidende) gjorde han sig bekendt, men tillige som digter af originale salmer (Aandelige Sange, 1778).
Heilmann stod i venskabsforbindelse med bogtrykker Chr. Iversen i Odense, og i dennes forskellige nytårsgaver og samlinger findes ikke få arbejder af Heilmann, hvoraf nogle også derefter blev særskilt udgivne, såsom sørgespillet Knud Lavard og et musikalsk drama: Goliath og David. Han brugte undertiden forfattermærket H. A. (Hans Alvor, det betyder: Johan Ernst).
Efter Iversens opfordring påtog Heilmann sig oversættelsen af Gebhardis og Christianis historiske værker om Danmark, Norge og hertugdømmerne, hvoraf dog kun de første bind (1776 ff.) er udarbejdede af Heilmann alene; men oversættelsen er gennemgående tarvelig og temmelig sjusket.